# Franc Abulnar
Franc Abulnar, slovenski kolesar, * 11. junij 1909, Ljubljana, † 18. november 1995, Toronto, Kanada.
Abulnar je tekmoval za Kolesarski klub Hermes Ljubljana. Leta 1936 je kot prvi slovenski kolesar nastopil na dirki Tour de France, kjer je odstopil v deveti etapi, najboljšo etapno uvrstitev je dosegel z 52. mestom. Leta 1938 je osvojil drugo mesto na državnem prvenstvu Jugoslavije v cestni dirki. V času okoli druge svetovne vojne se je izselil v kanadski Winnipeg.